# Lukas Radzuweit
Lukas Radzuweit (* 31. Januar 1997 in Norderstedt) ist ein deutscher Volleyballspieler.

## Karriere
Radzuweit spielte in seiner Jugend beim Eimsbütteler TV und später beim VC Olympia Hamburg in der Regionalliga Nord und in der Dritten Liga Nord. Mit der deutschen Junioren-Nationalmannschaft nahm er 2015 an der U19-Weltmeisterschaft in Argentinien teil.  2016/17 war er mit der zweiten Mannschaft der SVG Lüneburg in der Dritten Liga West aktiv, kam aber auch im Lüneburger Bundesligateam zum Einsatz. Nach einigen Monaten bei den Saskatchewan Huskies in Kanada kehrte Radzuweit 2018 zurück nach Deutschland und spielte für den ETV Hamburg wieder in der Dritten Liga Nord. Von 2020 bis 2023 spielte der Diagonalangreifer beim Zweitligisten Kieler TV, fiel hier allerdings lange Zeit wegen einer Schulter-OP aus. Danach kehrte er zum Drittligisten ETV Hamburg zurück.
Radzuweit spielte auch Beachvolleyball mit verschiedenen Partnern auf diversen Jugendmeisterschaften.

## Privates
Radzuweits Cousine Saskia Radzuweit spielt ebenfalls Volleyball.